# Kirsten Raagaard
Kirsten Ragaard, född 1947, dansk illustratör och författare.
Kirsten Raagaard föddes i Kastrup, Danmark och debuterade i början av 1970-talet. Hon har illustrerat en stor mängd barn- och läsalättböcker, framförallt för den danska marknaden. Hennes illustrationer är ofta ljusa och harmoniska. Från en ganska realistisk stil har hon under de senaste åren blivit mer experimentell. 2002 nominerades hon till Nordiska barnbokspriset för sina illustrationer i De Otte Udødelige – Fortællinger fra Den Kinesiska Mur tillsammans med författaren Nils Hartmann.
I Sverige är Kirsten Ragaard främst känd för sina finstämda och idylliska illustrationer till Emilia-serien av Anna Dunér, men har även för illustrationer av Janice M. Godfreys böcker om Lilla lejonet, Dorte Roholtes böcker om Häst-Mette.
Sedan 2000 skriver Kirsten Raagard även egna barnböcker. Serien Malte & Zeppelin (hittills fyra delar) finns på svenska.

## Böcker i svensk översättning
- 2000 - Flygturen ISBN 91-638-1905-8
- 2000 - Alla färger ISBN 91-638-1907-4
- 2000 - Alla djuren ISBN 91-638-1909-0
- 2000 - Vi kan! ISBN 91-638-1911-2